# Muzeum – Zespół Synagogalny we Włodawie
Muzeum – Zespół Synagogalny we Włodawie (dawniej Muzeum Pojezierza Łęczyńsko-Włodawskiego) – założone w 1981 muzeum z siedzibą w kompleksie synagogalnym we Włodawie.
Muzeum – Zespół Synagogalny we Włodawie powstało (jako Muzeum Pojezierza Łęczyńsko-Włodawskiego) z zarządzenia Naczelnika Miasta Włodawa z 10 sierpnia 1981. Oficjalne otwarcie placówki odbyło się w roku 1983. Muzeum mieści się w kompleksie synagogalnym pozostałym po gminie wyznaniowej żydowskiej działającej w mieście do czasu II wojny światowej. W skład zespołu budynków wchodzą: Wielka Synagoga, Mała Synagoga i dom pokahalny. W okresie PRL-u, zanim Muzeum objęło opiekę nad tymi budynkami, były one wykorzystywane m.in. jako magazyny wojskowe i spółdzielcze.
Muzeum posiada cztery działy: etnograficzny, historyczny, promocyjno-edukacyjny i administracyjny. Dział etnograficzny zajmuje się m.in. organizacją ekspozycji prezentujących folklor lokalny (wystawa stała Chłopskie pielgrzymowanie ukazująca kulturę materialną wsi włodawskiej) i folklor kultur egzotycznych. Dział historyczny gromadzi zabytki i dokumenty związane z historią Włodawy i regionu. Dużą część tych pamiątek stanowią judaika. Niektóre z nich można oglądać na stałej wystawie w sali męskiej Wielkiej Synagogi. Dział promocyjno-edukacyjny zajmuje się promocją regionu. Jednym z najważniejszych dokonań placówki w tej sferze jest zainicjowanie i prowadzenie cyklicznej imprezy upamiętniającej wieloetniczną i wieloreligijną historię miasta – Festiwalu Trzech Kultur.
Od 1994 ukazują się Zeszyty Muzealne – wydawnictwo oświatowo-naukowe redagowane przez pracowników Muzeum. Zeszyty zawierają artykuły dotyczące historii i kultury regionu, a także dokumentują bieżącą działalność Muzeum.
W 1993 utworzono Muzeum Byłego Obozu Zagłady w Sobiborze jako oddział włodawskiego muzeum. Na teren placówki filialnej przeznaczono 9 hektarów nieruchomości, w tym budynek byłego przedszkola, w którym mieściła się otwarta w 2000 stała ekspozycja Sobibór – obóz śmierci. W 2012 muzeum w Sobiborze stało się oddziałem Państwowego Muzeum na Majdanku.
W 2016 instytucja przyjęła nową nazwę: Muzeum – Zespół Synagogalny we Włodawie.